# Sarcopetalum harveyanum
Sarcopetalum harveyanum är en tvåhjärtbladig växtart som beskrevs av F. Müll.. Sarcopetalum harveyanum ingår i släktet Sarcopetalum och familjen Menispermaceae. Inga underarter finns listade i Catalogue of Life.

## Bildgalleri

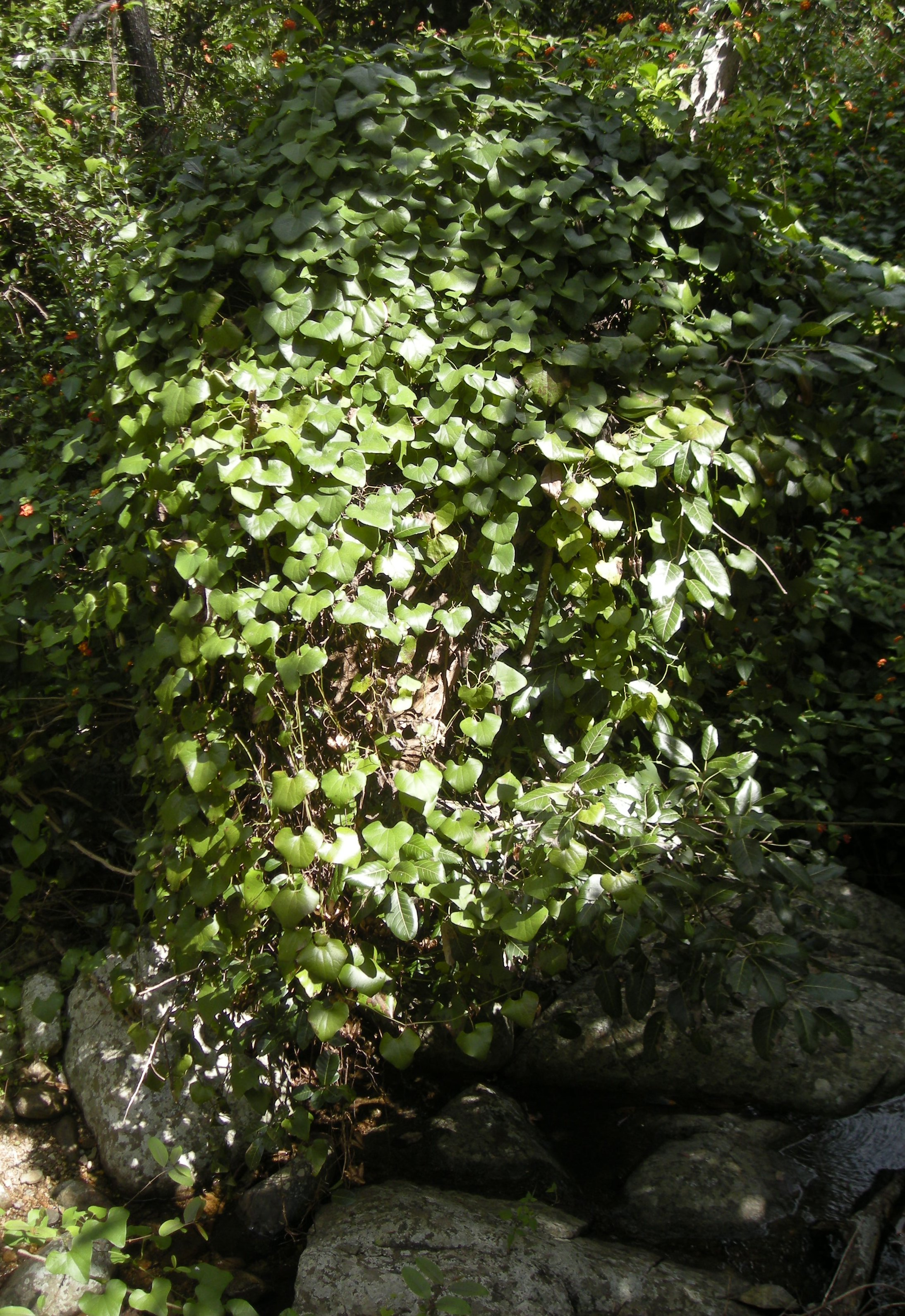